# Japan
Japan – brytyjski zespół rockowy, zaliczany do nurtu new romantic. Istniał w latach 1974–1984. W 1989 reaktywowany na krótko jako Rain Tree Crow (w składzie zabrakło Deana).

## Skład
- David Sylvian – śpiew, gitary
- Mick Karn – gitara basowa, saksofon
- Rob Dean – gitara
- Steve Jansen – perkusja
- Richard Barbieri – instrumenty klawiszowe

Jansen (brat Sylviana), Barbieri i Karn działali wspólnie w projektach: Jansen/Barbieri, Jansen/Barbieri/Karn i Jansen/Barbieri/Takemura. Barbieri w 1993 został członkiem Porcupine Tree.

## Dyskografia
- Adolescent Sex (1978)
- Obscure Alternatives (1978)
- Quiet Life (1979)
- Gentlemen Take Polaroids, (1980)
- Tin Drum (1981)
- Rain Tree Crow (1991) – jako Rain Tree Crow